# Edith Memmel
Edith Memmel (* 2. Mai 1951 in Pfändhausen) ist eine deutsche Politikerin der Grünen.

## Leben
1978 schloss sie ihre Ausbildung zur Keramikerin ab. Drei Jahre später machte sie ihre Meisterprüfung in Landshut. Seit 1980 ist sie selbständig im Keramikhandwerk tätig. Heute führt sie zwei Handwerksbetriebe in Burgstall (Kronach) und in Sassnitz auf der Insel Rügen.
Memmel ist seit 1992 Innungsobermeister in der Töpfer- und Keramikerinnung Bayern. Außerdem ist sie Mitglied bei UnternehmensGrün.
Memmel lebt mit ihrem Ehemann in Mitwitz und hat zwei Töchter.

## Politik
Von 1986 bis 1990 war sie Landtagsabgeordnete des Freistaates Bayern. Im Jahr 1992 wurde Memmel Gemeinderätin in der Marktgemeinde Mitwitz. Dies war sie bis 2004.
Seit 1996 ist Memmel Kreisrätin im Landkreis Kronach. Seit 2020 ist sie zweite weitere Stellvertreterin des Landrats in Kronach.
Bei der Landtagswahl in Bayern 2018 kandidierte sie für die Grünen im Stimmkreis Kronach, Lichtenfels, wo sie 10,6 % der Erststimmen errang.

## Auszeichnungen
- 1991: Goldene Verdienstmedaille im Handwerk in Bayern auf der IHM in München
- 1993: Bayerischer Heimatpreis der Volks- und Raiffeisenbanken für gelungenen Umbau eines alten Bauernhofes in einen Handwerkerhof
- 1996: Bayerischer Förderpreis, Familienfreundlicher Betrieb[5]
- 1999: Dritter Förderpreis des Landes Mecklenburg-Vorpommern der Landesfrauenbeauftragten
- 2015: Bayerische Verfassungsmedaille in Silber